# Elis Schenson

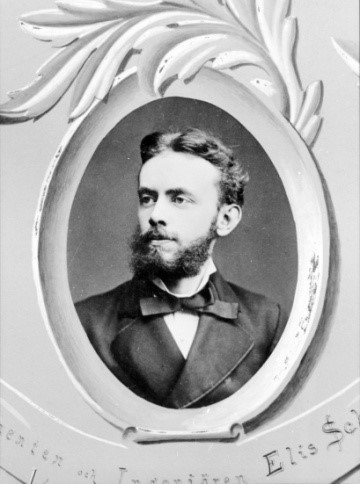
Porträtt av Elis Schenson, 1895

Elis Gustaf Adolf Schenson, född 21 juni 1856 i Uppsala, död 24 september 1900, var den egentlige initiativtagaren till den mekaniska verkstadsrörelsen i Arbrå i Hälsingland. Efter att ha avlagt Civilingenjörsexamen från Teknologiska institutets linje 1878, deltog han i diverse byggnadsarbeten i Uppland och var senare chef för Dejefors snickerifabrik i Värmland. På uppdrag av Gävleborgs läns hushållningssällskap studerade han åren 1880–1881 linberedning i utlandet. År 1881 bosatte han sig i Arbrå samhälle i ”linlandet” Hälsingland, där han efter långvarig sjukdom avled.

## Linberedning
Schenson bosatte sig 1881 i Arbrå och påbörjade en undersökning av linberedningen och framförallt rötningens olika faser. Några tillfredsställande resultat uppnåddes dock aldrig. Samtidigt arbetade han med idéer att förenkla gängse metoder för klubbning och skäktning. Han ville kombinera dessa båda moment genom konstruerande av en enda maskin, där veden krossades genom valsar och massan omedelbart därefter infördes i en speciell rensningsanordning. Härigenom skulle renare vara med minskade framställningskostnader kunna levereras. Schenson hade vid sitt frånfälle löst dessa problem på experimentell väg, men det praktiska utförandet kom aldrig fullt till stånd. 

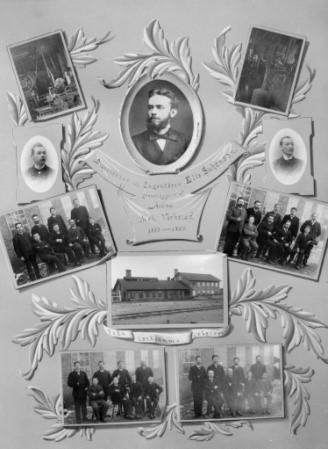
Arbrå Mekaniska Verkstads AB, Bild från tacksamma arbetare 1895

## Industriell verksamhet
År 1883 var Schenson initiativtagare till bildandet av Arbrå Mekaniska Verkstads AB. Han blev företagets första disponent. Förutom tillverkning av utrustning för linberedning, bestod tillverkningen av ramsågar, hyvelmaskiner, kap- och klyvsågar, stenkranar, pålkranar samt radsåningsmaskiner. Med sin erfarenhet från snickerifabriken i Värmland förbättrade han gängse träbearbetningsmetoderna, speciellt hyvelmaskiner. Hyvelmaskinen blev så småningom färdigställd och lanserades på marknaden år 1894. Tidigare hade patent erhållits på en anordning, varigenom överkuttern medelst en ratt kunde i mån av behov höjas eller sänkas. Nummer 1 levererades till Forsbro sågverk strax ovan älvbron i Arbrå. Den blev en verklig framgång.
I verkstaden som även hade gjuteri tillverkades även grytor, drickshoar för stall och ladugårdar, värmekaminer, sillformar att ställas direkt på spisen, halster, ugnsrost, smiden; det mesta med förbättringar i jämförelse med på marknaden förekommande utrustning. Man åtog sig även reparationsarbeten av maskiner av alla slag. År 1893 levererades en mycket stor pålkran till det då påbörjade riksdagshusbygget. Denna var en nykonstruktion utarbetad av Schenson, som i Stockholm övervakade uppsättningen och gav nödiga instruktioner. 

## Patent AB Svea
Schenson kvarstod på sin post till 1895. Då bildades för hans räkning ett särskilt utvecklingsbolag, Patent AB Svea. En experimentverkstad uppfördes vid älvbron; ”Sveasalen” kallad, där kraft erhölls från en mindre vattenturbin. Här arbetade nu Schenson med hjälp av några arbetare med diverse uppslag. Förutom fortsatt arbete med linberedningsmaskiner, prövades många uppfinningar och han sökte och fick ett antal patent. Bland annat på en fartygslogg samt maskiner för tillverkning av tunnor och åror. Åren 1897–1898 medverkade han vid byggandet av den första kraftstationen i Arbrå där en vattenturbin och en Oerlikon generator på 150 hk inmonterades. Den igångkördes den 15 november 1898. Eldistribution skedde till Lottefors i söder och Vallsta i norr. I Arbrå blev det även gatubelysning vid denna tidpunkt. Sjukdomens härjningar fortsatte och år 1900 avled Schensson. Patentbolaget upplöstes och lokalerna övertogs av Danielsson & Wiks Snickeri.